# Personale di Claudio Baglioni
Personale di Claudio Baglioni è una raccolta antologica del cantautore italiano Claudio Baglioni, pubblicata nel 1976.

## Descrizione
La raccolta è la prima di quattro volumi antologici intitolati Personale di Claudio Baglioni, pubblicati dalla RCA Italiana nella collana in economica Lineatre tra il 1976 e il 1985. Pubblicata originalmente in formato LP e musicassetta, nel 1976, la raccolta è stata ristampata numerose volte nel corso degli anni, fino al 1990, quando, oltre che su LP e musicassetta, è stata ristampata, con il titolo  Personale di Claudio Baglioni Vol. 1, anche in formato CD.

## Tracce
1. Cincinnato – 3:44
2. Io, una ragazza e la gente – 3:25
3. Questo piccolo grande amore – 5:45
4. Porta Portese – 3:56
5. Notte di Natale – 2:54
6. Signora Lia – 2:59
7. Amore bello – 5:48
8. E tu – 4:45

Durata totale: 33:16